# Annona cubensis
Annona cubensis är en kirimojaväxtart som beskrevs av Robert Elias Fries. Annona cubensis ingår i släktet annonor, och familjen kirimojaväxter. Inga underarter finns listade i Catalogue of Life.